# Natalia Danesi Murray
Natalia Danesi Murray (14 décembre 1901, Rome - 9 juin 1994, Del Mar), est une éditorialiste et éditrice américaine. Elle est l'une des grandes représentantes de la promotion des écrivains américains auprès des lecteurs italiens.

## Biographie
Natalia Danesi est née à Rome le 14 décembre 1901. Sa mère, Ester Danesi, est la rédactrice en chef de la revue féminine La Donna.
En 1924, elle immigre aux États-Unis et épouse William Murray, responsable de l'agence William Morris à New York. Ensemble, ils ont un fils également nommé William Murray. Le couple divorce en 1936.
De 1940 à 1978, elle s'installe avec la journaliste Janet Flanner, avant que celle-ci ne devienne correspondante du New Yorker depuis Paris. Sous le pseudonyme de Genet, elle collabore à la colonne "Letter From Paris". Alors que des rumeurs lui prêtent d'autres relations, Natalia Danesi Murray déclare : « Vous vous plaignez que j'ai trois femmes, mais la vérité est, comme vous le savez, que j'ai aussi un mari, The New Yorker. ».
Elle décède d'une insuffisance cardiaque le 9 juin 1994 à Del Mar en Californie. Ses cendres mêlées à celles de Janet Flanner, sont dispersées à Cherry Grove, New York, où elles se sont rencontrées en 1940.

## Carrière professionnelle
Dans les années 1930, Natalia Danesi Murray commence une carrière d'actrice à Broadway. De 1938 à 1944, pendant la Seconde Guerre mondiale, elle écrit, dirige, produit et anime un programme de la radio NBC afin de diffuser les actualités de la guerre en Italie. En 1944, elle est la directrice du bureau de presse de l'Office of War Information, basé à Rome. L'année suivante, elle est nommée directrice de la division des projets spéciaux de l'United States Information Service. En 1946, elle devient correspondante indépendante en Italie.
En 1951, de retour à New York, elle intègre et dirige la maison d'édition italienne Arnoldo Mondadori. En 1966, elle accepte le poste de vice-présidente du bureau de New York d'un autre éditeur italien Rizzoli Edito. Elle occupe cet emploi jusqu'au milieu des années 1970.
En 1972, Natalia Danesi est décorée de l'Order of Cavaliere al Merito par la République italienne. En 1979, elle travaille à la publication de l'anthologie World : Uncollected Writings de Janet Flanner, 1932-1975, édité par Irving Drutman.
En 1985, elle édite et commente l'ouvrage Darlinghissima : Letters to a Friend de Janet Flanner, son amie de longue date. Une édition française est publiée par Antoinette Fouque en 1988. Le livre réunit la correspondance des deux femmes entre 1940 et 1978, année du décès de Janet Flanner.

## Héritage
En 2000, William Murray, fils de Natalia Danesi Murray, publie l'ouvrage Janet, my mother, and me : A Memoir of Growing Up with Janet Flanner and Natalia Danesi Murray aux éditions Simon & Schuster.  .
Les journaux personnels de Janet Flanner et Natalia Danesi Murray, rédigés entre 1940 et 1984 sont hébergés à la Bibliothèque du Congrès.

## Publications
- World : Uncollected Writings de Janet Flanner, 1932-1975, Janet Flanner, Harcourt Brace Jovanovich, 368p, 1979,  (ISBN 0151461546).
- Darlinghissima : Letters to a Friend, Janet Flanner, Random House, 507p, 1985,  (ISBN 0394529545).
- Darlinghissima, Lettres à une amie : 1944-1975, Traduction de Catherine Pigeaire, Des Femmes - Antoinette Fouque, 1988,  (ISBN 2721003615).